# Olympische Sommerspiele 2024/Teilnehmer (Nicaragua)
| Gelbes Symbol für Goldmedaillen mit stilisierten Olympischen Ringen | Graues Symbol für Silbermedaillen mit stilisierten Olympischen Ringen | Braundes Symbol für Bronzemedaillen mit stilisierten Olympischen Ringen |
| ------------------------------------------------------------------- | --------------------------------------------------------------------- | ----------------------------------------------------------------------- |
| —                                                                   | —                                                                     | —                                                                       |

Nicaragua nahm an den Olympischen Spielen 2024 vom 26. Juli bis zum 11. August 2024 in Paris teil. Es war die insgesamt 14. Teilnahme an Olympischen Sommerspielen.

## Teilnehmer nach Sportarten

### Judo
Izayana Marenco erhielt eine Wildcard für den Wettbewerb im Schwergewicht der Frauen.
| Athleten        | Wettbewerb        | 1. Runde              | 1. Runde | Achtelfinale | Achtelfinale | Viertelfinale | Viertelfinale | Halbfinale / Trostrunde | Halbfinale / Trostrunde | Finale / Platz 3 | Finale / Platz 3 | Rang |
| Athleten        | Wettbewerb        | Gegner                | Ergebnis | Gegner       | Ergebnis     | Gegner        | Ergebnis      | Gegner                  | Ergebnis                | Gegner           | Ergebnis         | Rang |
| --------------- | ----------------- | --------------------- | -------- | ------------ | ------------ | ------------- | ------------- | ----------------------- | ----------------------- | ---------------- | ---------------- | ---- |
| Frauen          |                   |                       |          |              |              |               |               |                         |                         |                  |                  |      |
| Izayana Marenco | Klasse über 78 kg | A. L. Portuondo-Isasi | 10:0     | B. Souza     | 0:10         | ausgeschieden | ausgeschieden | ausgeschieden           | ausgeschieden           | ausgeschieden    | ausgeschieden    | 9    |

### Leichtathletik
Laufen und Gehen
| Athleten      | Wettbewerb | Qualifikationslauf | Qualifikationslauf | Vorlauf | Vorlauf | Halbfinale    | Halbfinale    | Finale        | Finale        | Rang          |
| Athleten      | Wettbewerb | Zeit               | Rang               | Zeit    | Rang    | Zeit          | Rang          | Zeit          | Rang          | Rang          |
| ------------- | ---------- | ------------------ | ------------------ | ------- | ------- | ------------- | ------------- | ------------- | ------------- | ------------- |
| Frauen        |            |                    |                    |         |         |               |               |               |               |               |
| María Carmona | 100 m      | 11,88 s            | 4                  | 12,00 s | 9       | ausgeschieden | ausgeschieden | ausgeschieden | ausgeschieden | ausgeschieden |

### Rudern
Für die Teilnahme im Einer der Frauen erhielt Nicaragua eine Wildcard.
| Athleten          | Wettbewerb | Vorlauf     | Vorlauf | Vorlauf       | Hoffnungslauf / Viertelfinale | Hoffnungslauf / Viertelfinale | Hoffnungslauf / Viertelfinale | Halbfinale  | Halbfinale | Halbfinale    | Finale      | Finale | Rang |
| Athleten          | Wettbewerb | Zeit        | Rang    | Qualifikation | Zeit                          | Rang                          | Qualifikation                 | Zeit        | Rang       | Qualifikation | Zeit        | Rang   | Rang |
| ----------------- | ---------- | ----------- | ------- | ------------- | ----------------------------- | ----------------------------- | ----------------------------- | ----------- | ---------- | ------------- | ----------- | ------ | ---- |
| Frauen            |            |             |         |               |                               |                               |                               |             |            |               |             |        |      |
| Evidelia González | Einer      | 8:23,25 min | 6       | Hoffnungslauf | 8:26,23 min                   | 4                             | Halbfinale E/F                | 8:43,78 min | 3          | E-Finale      | 8:08,61 min | 6      | 30   |

### Schießen
Für den Luftgewehrwettbewerb der Frauen erhielt Nicaragua eine Wildcard.
| Athleten     | Wettbewerb      | Qualifikation   | Qualifikation | Finale          | Finale        |
| Athleten     | Wettbewerb      | Ringe/ Scheiben | Rang          | Ringe/ Scheiben | Rang          |
| ------------ | --------------- | --------------- | ------------- | --------------- | ------------- |
| Frauen       |                 |                 |               |                 |               |
| Mariel López | 10 m Luftgewehr | 617,5           | 41            | ausgeschieden   | ausgeschieden |

### Schwimmen
| Athleten          | Wettbewerb          | Vorlauf     | Vorlauf | Halbfinale    | Halbfinale    | Finale        | Finale        | Rang |
| Athleten          | Wettbewerb          | Zeit        | Rang    | Zeit          | Rang          | Zeit          | Rang          | Rang |
| ----------------- | ------------------- | ----------- | ------- | ------------- | ------------- | ------------- | ------------- | ---- |
| Frauen            |                     |             |         |               |               |               |               |      |
| María Schutzmeier | 100 m Schmetterling | 1:03,18 min | 30      | ausgeschieden | ausgeschieden | ausgeschieden | ausgeschieden | 30   |
| Männer            |                     |             |         |               |               |               |               |      |
| Gerald Hernández  | 200 m Schmetterling | 2:06,80 min | 27      | ausgeschieden | ausgeschieden | ausgeschieden | ausgeschieden | 27   |

### Surfen
Für die Teilnahme am Surfwettbewerb der Frauen erhielt Candelaria Resano eine Wildcard. Damit war Nicaragua erstmals in seiner olympischen Geschichte im Surfen vertreten.
| Athleten          | Wettbewerb | 1. Runde | 1. Runde | 2. Runde       | 2. Runde  | 3. Runde      | 3. Runde      | Viertelfinale | Viertelfinale | Halbfinale    | Halbfinale    | Finale / Platz 3 | Finale / Platz 3 | Rang |
| Athleten          | Wettbewerb | Punkte   | Rang     | Gegner         | Ergebnis  | Gegner        | Ergebnis      | Gegner        | Ergebnis      | Gegner        | Ergebnis      | Gegner           | Ergebnis         | Rang |
| ----------------- | ---------- | -------- | -------- | -------------- | --------- | ------------- | ------------- | ------------- | ------------- | ------------- | ------------- | ---------------- | ---------------- | ---- |
| Frauen            |            |          |          |                |           |               |               |               |               |               |               |                  |                  |      |
| Candelaria Resano | Shortboard | 9,43     | 3        | T. Weston-Webb | 3,30:9,50 | ausgeschieden | ausgeschieden | ausgeschieden | ausgeschieden | ausgeschieden | ausgeschieden | ausgeschieden    | ausgeschieden    | 17   |